# Jüdischer Friedhof Salzburg
Der Jüdische Friedhof in der österreichischen Landeshauptstadt Salzburg befindet sich im Stadtteil Aigen und dient seit 1893 als Hauptbegräbnisstätte der Jüdischen Gemeinde Salzburgs. Während der Zeit der Nationalsozialisten schwer beschädigt, wurde er nach der Rückgabe durch die US-amerikanischen Besatzungsmächte 1946 wieder hergerichtet und erneut in Gebrauch genommen. Der Friedhof steht unter Denkmalschutz (Listeneintrag).

## Geschichte

### Judenfriedhof Mönchsberg
Der erste jüdische Friedhof in Salzburg lag im 14. und 15. Jahrhundert unweit der Vorstadt Mülln und der Müllner Kirche am Mönchsberg. Anstelle des aufgelassenen Judenfriedhofs wurde 1654 auf dem gleichnamigen Gelände ein Observatorium für die Universität Salzburg erbaut, das 1770 baufällig geworden war und kurz danach abgerissen wurde. Heute befindet sich hier der Park des Schloss-Hotels Mönchstein.

### Errichtung und Gebrauch bis 1938
Die Anlage des jüdischen Friedhofs in Aigen erfolgte 1893 durch den im selben Jahr gegründeten jüdischen Begräbnisverein Chewra Kadischa. Das Grundstück erwarb der Verein von der damals noch eigenständigen Gemeinde Aigen bei Salzburg, die nach dem Verkauf jedoch die Errichtung des jüdischen Friedhofs mit der Begründung, dass dies die religiösen Gefühle der katholischen Einwohner von Aigen beleidigen würde, ablehnte. Diese Entscheidung wurde jedoch nach Intervention von der Salzburger Landesregierung aufgehoben und für nichtig erklärt.
Der erste Vertreter der jüdischen Gemeinde Salzburgs, der hier seine letzte Ruhestätte fand, war der ein Jahr zuvor verstorbene Salzburger Lederwarenhändler Rudolf Fürst. Dessen Witwe Elise, sie war zugleich die einzige Frau, die für die Errichtung des jüdischen Friedhofs Geld spendete, ließ den Leichnam ihres Gatten vom Salzburger Kommunalfriedhof nach Aigen überfuhren und „ermöglichte“ somit die erste Begräbnisfeierlichkeit am neuen Friedhof.
In den darauf folgenden Jahren wuchs die Anzahl der Begräbnisse mit dem gleichzeitigen Altern der Gemeinde kontinuierlich an. Während des Ersten Weltkriegs starben zudem zahlreiche schlecht versorgte Flüchtlinge aus den Ostgebieten der damaligen Habsburger-Monarchie, unter denen sich auch viele Juden befanden, in den Lagern rund um Salzburg, wodurch die Zahl der Bestattungen weiter anstieg und der kleine Friedhof langsam an die Grenzen seiner Kapazität stieß.

### Zerstörung und Wiederaufbau (1938–1946)

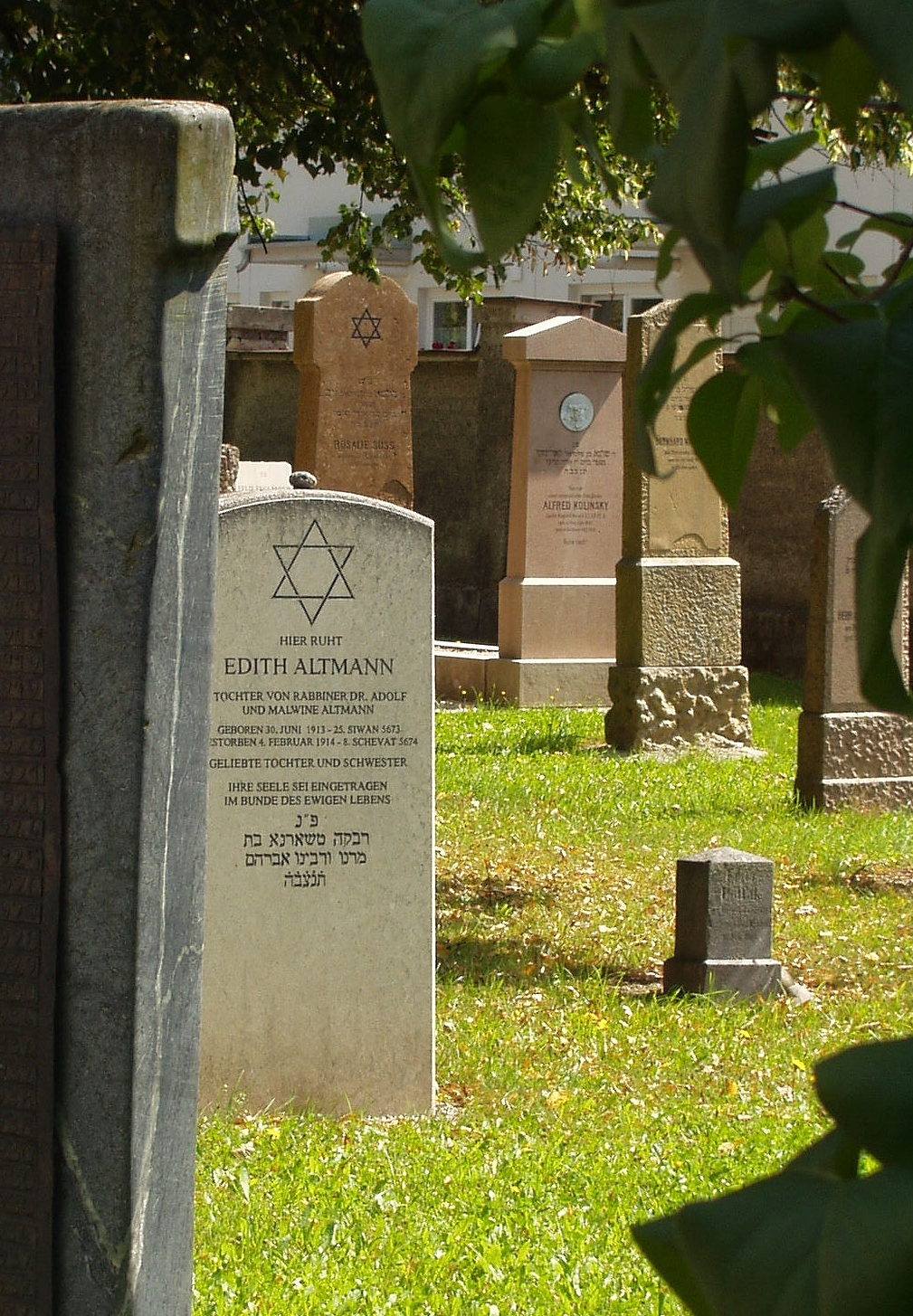
Jüdischer Friedhof

Nach dem Einmarsch der Nationalsozialisten im März 1938 wurde der jüdische Friedhof beschlagnahmt und vom zuständigen Landeskonservator für „anthropologisch unwichtig“ erklärt. Die NS-Behörde verkaufte ihn 1940 an die vormalige Friedhofswärterin Maria Frenkenberger, die das Friedhofsgelände als Weidefläche und die Leichenhalle als Stall für ihre Kühe und Schweine entweihte. Zudem verkaufte sie 68 der 100 Grabsteine, die damit unwiederbringlich verloren gingen. Die US-amerikanische Besatzungsmacht erklärte nach der Übernahme des jüdischen Friedhofs im August 1945 die einstige Transaktion an Frau Frenkenberger für ungültig und übergab die Begräbnisstätte 1946 der wiedergegründeten Kultusgemeinde, die den großteils zerstörten und heruntergekommenen Friedhof wieder mit Sorgfalt herrichtete und ihn noch im selben Jahr wieder in Gebrauch nahm.

## Lage und Besichtigung
Die Friedhofsanlage liegt etwas abseits am rechten Ufer der Salzach im Stadtteil Aigen-Glas. Um ihn vor etwaigen Übergriffen zu schützen, ist der jüdische Friedhof für die Öffentlichkeit nur nach Voranmeldung bei der Israelitischen Kultusgemeinde Salzburg zugänglich.
Anlässlich eines Besuches ehemaliger Salzburger Juden, die auf Einladung der Israelitischen Kultusgemeinde gekommen waren, errichtete die Stadt Salzburg 1993 ein Denkmal, um an die Zerstörung während der nationalsozialistischen Ära zu erinnern. Die Inschrift des Denkmals zählt Namen und Daten jener auf, die hier vor 1939 begraben und deren Grabsteine zerstört worden waren. Weiters befindet sich am Friedhof eine Gedenkstätte mit zwei Tafeln, auf denen die Familiennamen von etwa 80 zwischen 1945 und 1949 in den Salzburger DP-Lagern totgeborenen Kindern eingraviert sind.

## Persönlichkeiten die hier ihre letzte Ruhestätte fanden
- Ignaz Glaser (1853–1916), Glasfabrikant
- Albert Pollak (1833–1921), K.u.k. Hofantiquar; bekam 1867 als erster Jude nach mehr als 350 Jahren das Niederlassungsrecht in Salzburg
- Robert Jungk (1913–1994), Publizist, Journalist und Zukunftsforscher
- Gerhard Röthler (1920–1999), Musikpädagoge
- Marko Feingold (1913–2019), Überlebender der Shoah, Zeitzeuge und Präsident der Israelitischen Kultusgemeinde Salzburg